# Nothomiza costalis
Nothomiza costalis är en fjärilsart som beskrevs av Moore 1867. Nothomiza costalis ingår i släktet Nothomiza och familjen mätare. Inga underarter finns listade i Catalogue of Life.